# Mesquita Molla Ahmad
La Mesquita Molla Ahmad (àzeri: Molla Əhməd məscidi) o Mesquita Nasir ad-Din Gashtasib (àzeri: Nəsir ad-Din Gəştasib məscidi) és una mesquita històrica del segle xiv. Forma part de la Ciutat Vella (al carrer Sabir) de Bakú, a l'Azerbaidjan. L'edifici va ser registrat com a Monument arquitectònic nacional pel Consell de Ministres de la República de l'Azerbaidjan el 2 d'agost del 2001 (amb núm. 132).

## Història
És una mesquita mahal·la de la Ciutat Vella de Bakú. Fou encarregada per Nasraddin Gushtаsi ibn Hasan Hаjibаbа i la va construir a la primeria del segle xiv l'arquitecte Mаhmud ibn Saad, que també va construir el Castell de Nardaran (1301) i la Mesquita Bibi-Heybat amb minarets al poble homònim. El monument ha estat batejat amb el nom de mesquita del mul·là Ahmad pels residents autòctons, en honor al seu imam.

## Característiques arquitectòniques

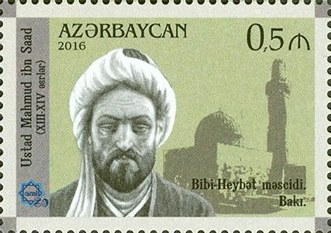
Segell commemoratiu en honor de l'arquitecte Mahmud ibn Saad

La mesquita és quadrangular. Té una única sala de petites dimensions. Al mur sud hi ha un senzill mihrab, una cúpula de pedra amb corones als costats. La façana, asimètrica, té dues finestres, que van ser afegides en èpoques posteriors.
A la part superior de la mesquita hi ha una inscripció en àrab. L'escriptura, de dues línies, dona informació sobre la data de construcció de la mesquita i l'arquitecte, que va construir edificis militars, religiosos i commemoratius. En la seua obra, s'observa la influència de l'estil arquitectònic del període dels Xirvanxah.

## Galeria

Vistes de la mesquita
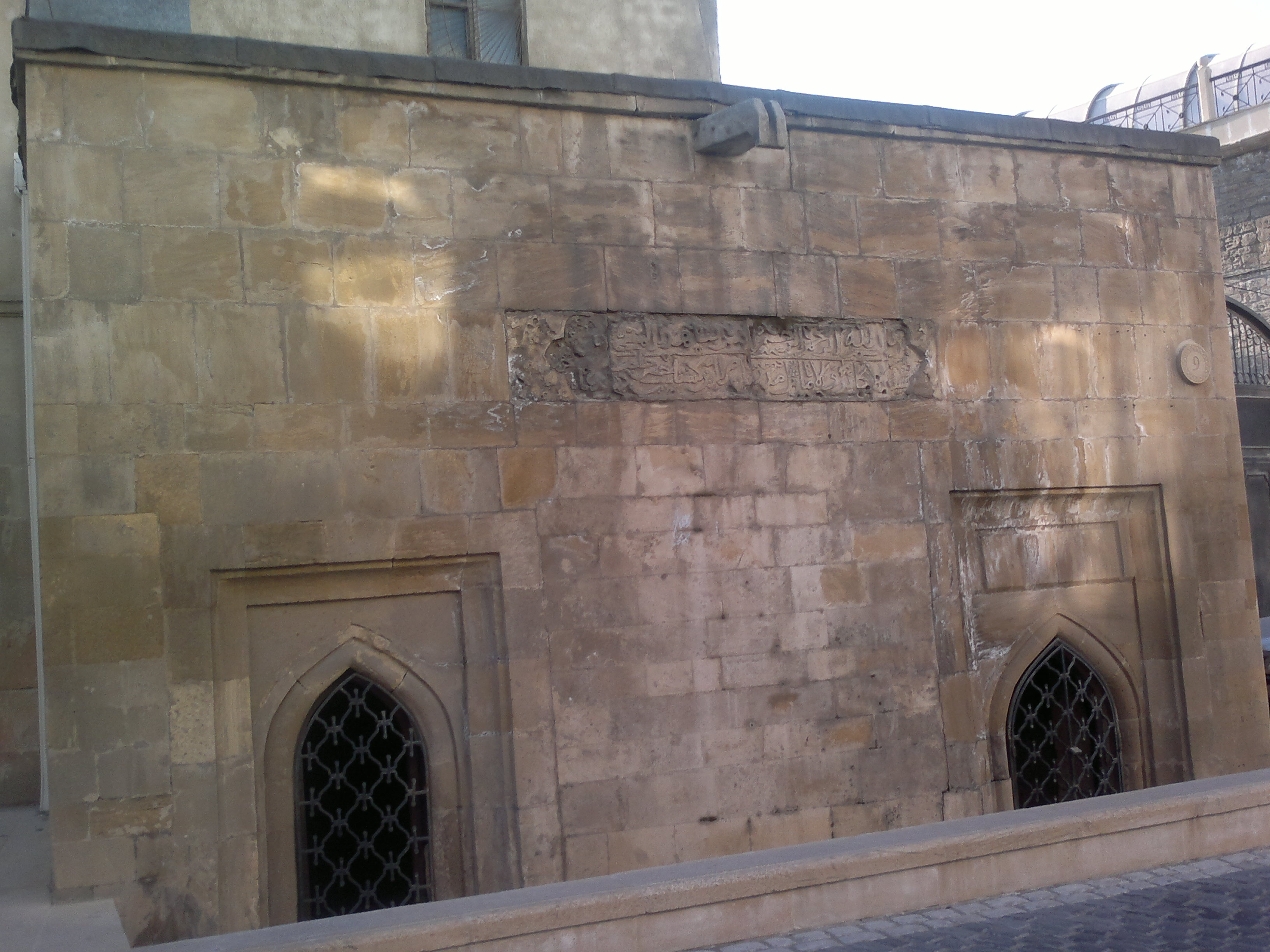
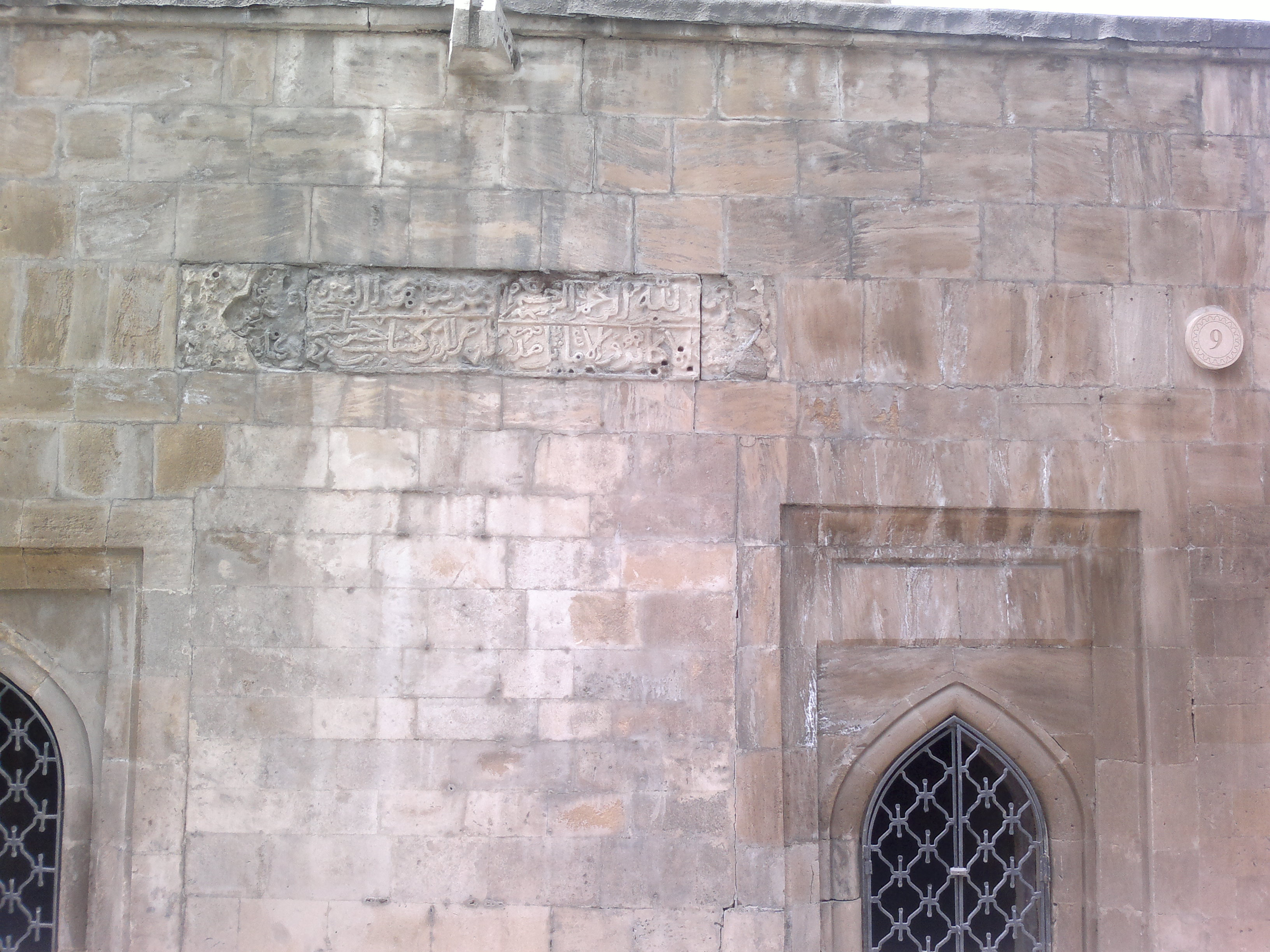
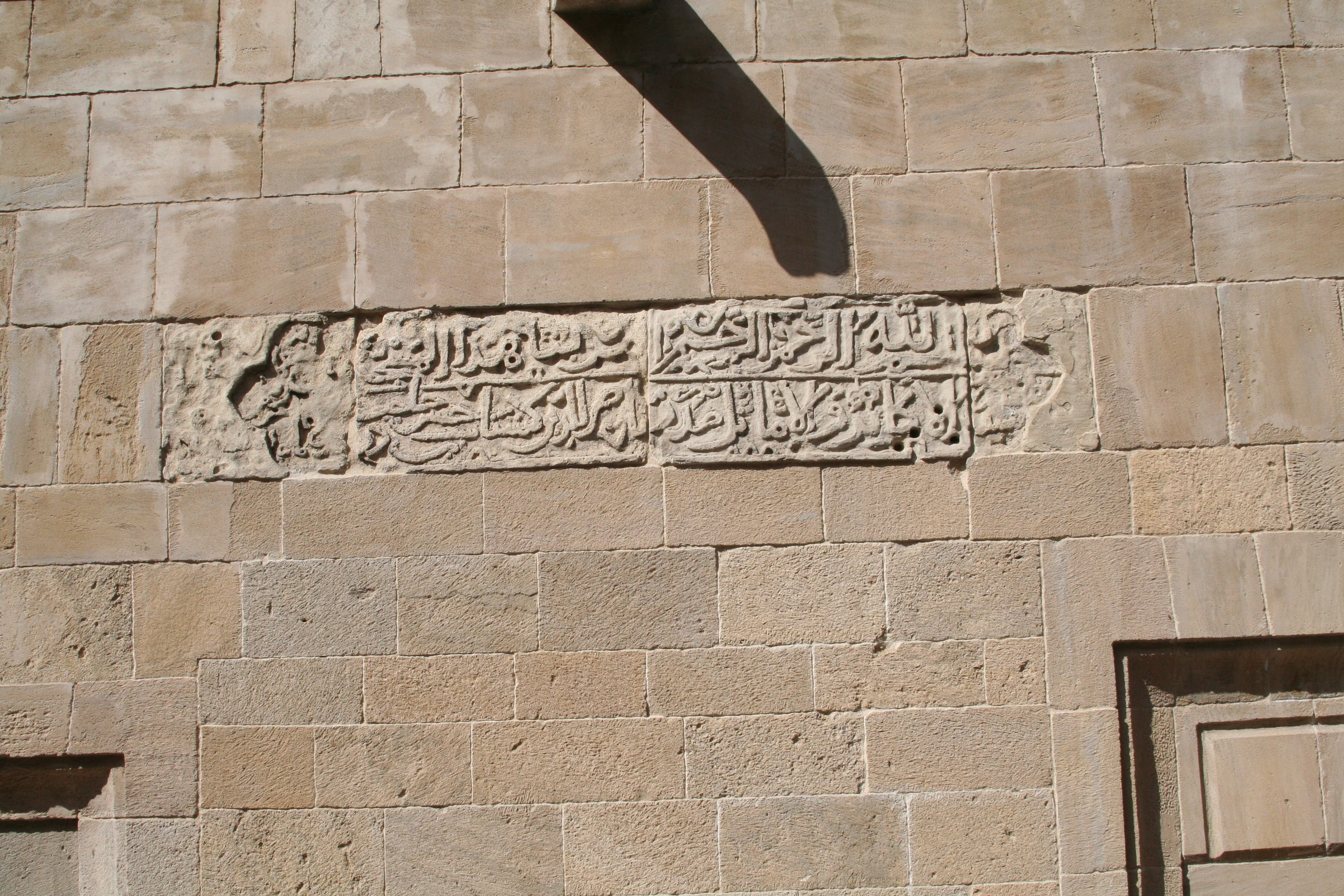